# Natasha de Vos
Pour les articles homonymes, voir de Vos.
Natasha de Vos, née le 14 mars 1993, est une nageuse sud-africaine. 

## Carrière
Natasha de Vos participe aux Jeux olympiques de la jeunesse d'été de 2010 à Singapour, sans obtenir de médaille.
Elle obtient ensuite aux Jeux africains de 2011 à Maputo deux médailles d'or aux relais 4 x 100 mètres nage libre et quatre nages ainsi que deux médailles de bronze sur 200 mètres dos et 200 mètres nage libre.